# Galaxy High
Galaxy High est une série d'animation américaino-japonais en treize épisodes de 24 minutes, diffusés entre le 13 septembre et le 6 décembre 1986 sur CBS.

## Fiche technique
Sauf indication contraire, les informations mentionnées dans cette section peuvent être confirmées par la base de données cinématographiques IMDb,  présente dans la section « Liens externes ».
- Titre original : ギャラクシー・ハイスクール
- Titre français: Collège Galaxie
- Réalisation : David Hilberman, Toshiyuki Hiruma, Sam Nicholson, Hiroshi Ishiodori, Saburo Hasimoto, Shūichi Hirokawa, Keiko Namba et Nobuo Tomizawa
- Scénario : Chris Columbus, Larry DiTillio, Ken Koonce, David Weimers, Chris Weber, Karen Willson, Jina Bacarr, Eric Lewald et Marc Scott Zicree
- Photographie : Hirokata Takahashi
- Musique : Don Felder
- Casting : Zita Campisi
- Montage : Yoriko Takahashi, Masatoshi Tsurubuchi
- Décors :
- Animation : Shin'etsu Andō, Kazuhide Tomonaga, Takashi Yamamoto, Michiyo Sakurai, Yūzō Satō, Akio Sugino et Tomonori Kogawa
- Production : Gerard Baldwin et Barry Glasser
  - Producteur délégué : Yutaka Fujioka
  - Producteur associé : Shiro Aono et Mitsuo Yoshimura
  - Superviseur de la production : Tatsuo Ikeuchi et Shunzo Kato
- Sociétés de production : TMS Entertainment
- Société de distribution : CBS
- Chaîne d'origine : CBS
- Pays d'origine :  États-Unis et  Japon
- Langue originale : anglais
- Genre : Animation
- Durée : 24 minutes

## Distribution

### Voix originales
- Hal Rayle : Doyle Cleverlobe
- Susan Blu : Aimee Brightower
- Howard Morris : Professeur Icenstein et Luigi La Bounci
- Pat Carroll : Mme Biddy McBrain
- Nancy Cartwright : Freddy Fender et Gilda Gossip
- Guy Christopher : Earl Eccchhh
- Gino Conforti : Ollie Oilstick et Reggie Unicycle
- Jennifer Darling : Booey Bubblehead, Myrtle Blastermeier et Wendy Garbo
- Pat Fraley : Coach Frogfrace et Sludge
- Henry Gibson : le casier de Doyle
- David L. Lander : Milo de Venus
- Danny Mann : Creep
- Neil Ross : Rotten Roland
- John Stephenson : Beef Bonk et Harvey Blastermeier

### Voix françaises
- William Coryn : Pierre Cleverlobe
- Véronique Rivière : Aimée Brightower
- Éric Chevalier : Milo de Venus
- Jackie Berger : Mimi la bulle
- Françoise Dasque : Wendy
- Françoise Fleury : Mme Biddy McBrain
- Pierre Fromont et Jacques Thébault : divers extraterrestres

Source : Planète Jeunesse

## Épisodes
1. Welcome to Galawy High
2. Pizza's Honor
3. The Beef Who Would Be King
4. Where's Milo?
5. Those Eyes, Those Lips
6. Doyle's New Friend
7. Dollars and Sense
8. Beach Blanket Blow-Up
9. The Brain BLaster
10. The Brat Pack
11. Founder's Day
12. Martian Mumps
13. It Came From Earth